# Свен Сален
Свен Сален (швед. Sven Salén, 7 листопада 1890 — 29 жовтня 1969) — шведський яхтсмен.
Бронзовий призер Олімпійських Ігор 1936 року в класі 6 метрів, учасник 1948, 1952 років.